# Zjazd w Carnuntum
Zjazd w Carnuntum – zjazd współwładców Imperium Rzymskiego, do którego doszło w 308 r.
Po śmierci Konstancjusza Chlorusa, zgodnie z zasadami tetrarchii, drugim obok Galeriusza augustem został Sewer II i oni wraz z cezarem Maksyminem Dają, mieli wyznaczyć nowego cezara. Pomimo jasnych reguł następstwa, część wojska ogłosiła augustem Konstantyna, który postawił tetrarchów przed faktem dokonanym swojej nominacji. W tym celu wysłał do Galeriusza posłów, by potwierdzić mu swoje uznanie dla jego zwierzchności, ale jednocześnie posłowie ci sugerowali, że widzą Konstantyna jako jednego z nowych augustów. W obliczu groźby wojny domowej, Galeriusz uznał prawo Konstantyna do tronu, lecz tylko jako cezara.
Jednocześnie odsunięty od władzy w 305 roku Maksymian usiłował odzyskać wpływy, ofiarując Konstantynowi tytuł augusta i rękę swojej córki Fausty, przy czym pominął w tych planach swojego syna Maksencjusza, w Rzymie przyjął tytuł augusta od gwardii pretoriańskiej. W ten sposób tetrarchia została ostatecznie zaburzona. W odpowiedzi august Sewer wyruszył na Rzym, a po nim to samo uczynił Maksymian, ale obie wyprawy zakończyły się klęską, przy czym Sewer wkrótce potem zginął.
Uregulowaniem sprawy podziału władzy miał zająć się 11 listopada 308 r. zjazd w Carnuntum nad Dunajem. Na zjeździe obecni byli Dioklecjan, Galeriusz i Maksymin Daja, natomiast nie zaproszono Konstantyna. Dioklecjan odmówił powrotu na tron, w związku z czym na augusta w miejsce Sewera wyniesiono zausznika Galeriusza, Licyniusza, a Konstantyna zatwierdzono jako cezara. Jednocześnie Maksencjusza oficjalnie uznano za uzurpatora.